# Resolutie 2183 Veiligheidsraad Verenigde Naties
Resolutie 2183 van de Veiligheidsraad van de Verenigde Naties werd op 11 november 2014 met veertien stemmen voor en één onthouding aangenomen door de VN-Veiligheidsraad en verlengde de EU-missie in Bosnië en Herzegovina opnieuw met een jaar.
Rusland had zich onthouden omdat geen rekening was gehouden met de opmerkingen van dat land met betrekking tot de integratie van Bosnië en Herzegovina in de Europees-Atlantische structuren. Men was van mening dat het aan de bevolking van het land was om te beslissen of het een Europese toekomst wilde nastreven. China was dezelfde mening toegedaan, maar had de resolutie toch gesteund.

## Achtergrond
In 1980 overleed de Joegoslavische leider Tito, die decennialang de bindende kracht was geweest tussen de zes deelstaten van het land. Na zijn dood kende het nationalisme een sterke opmars, en in 1991 verklaarden verschillende deelstaten zich onafhankelijk. Zo ook Bosnië en Herzegovina, waar in 1992 een burgeroorlog ontstond tussen de Bosniakken, Kroaten en Serviërs. Deze oorlog, waarbij etnische zuiveringen plaatsvonden, ging door tot in 1995 vrede werd gesloten. Hierop werd de NAVO-operatie IFOR gestuurd die de uitvoering ervan moest afdwingen. Die werd in 1996 vervangen door SFOR, die op zijn beurt in 2004 werd vervangen door de Europese operatie EUFOR Althea.

## Inhoud
De gecoördineerde terugkeer van vluchtelingen was cruciaal voor duurzame vrede. In de negentien jaren sinds de ondertekening van het vredesakkoord was al veel bereikt, maar het akkoord was nog steeds niet volledig uitgevoerd. Het land was wel in rust en stabiel, en de autoriteiten bleken in staat om dreigingen het hoofd te bieden. De uitvoering van de 5+2-agenda bleef daarentegen wel achterop.
Bosnië en Herzegovina moest integreren met de Euro-Atlantische (westerse) wereld en een modern democratisch Europees land worden. Men was tevreden over de ordelijk verlopen verkiezingen van 12 oktober 2014, al hadden waarnemers van de OVSE wel bemerkingen gehad. Het land moest ook ingaan op de vraag van haar bevolking om betere sociale en economische omstandigheden.
EUFOR Althea werkte met succes aan het versterken en opleiden van 's lands eigen veiligheidsdiensten en versterkte ze wanneer de situatie dat vereiste. Op 20 oktober 2014 hadden de Europese ministers van buitenlandse zaken ook beslist dat de missie een militaire rol zou blijven spelen. De betrokken landen kregen toestemming om EUFOR Althea alsook het NAVO-hoofdkwartier in Bosnië en Herzegovina met twaalf maanden te verlengen. Ook werd opnieuw toelating verleend om de naleving van de bijlagen °1a en °2 van het vredesakkoord (o.m. luchtruim- en grenscontrole) af te dwingen en om zichzelf te verdedigen tegen aanvallen of bedreigingen.

## Verwante resoluties
- Resolutie 2081 Veiligheidsraad Verenigde Naties (2012)
- Resolutie 2123 Veiligheidsraad Verenigde Naties (2013)
- Resolutie 2247 Veiligheidsraad Verenigde Naties (2015)
- Resolutie 2256 Veiligheidsraad Verenigde Naties (2015)

Lijst ·  2133 ·  2134 ·  2135 ·  2136 ·  2137 ·  2138 ·  2139 ·  2140 ·  2141 ·  2142 ·  2143 ·  2144 ·  2145 ·  2146 ·  2147 ·  2148 ·  2149 ·  2150 ·  2151 ·  2152 ·  2153 ·  2154 ·  2155 ·  2156 ·  2157 ·  2158 ·  2159 ·  2160 ·  2161 ·  2162 ·  2163 ·  2164 ·  2165 ·  2166 ·  2167 ·  2168 ·  2169 ·  2170 ·  2171 ·  2172 ·  2173 ·  2174 ·  2175 ·  2176 ·  2177 ·  2178 ·  2179 ·  2180 ·  2181 ·  2182 ·  2183 ·  2184 ·  2185 ·  2186 ·  2187 ·  2188 ·  2189 ·  2190 ·  2191 ·  2192 ·  2193 ·  2194 ·  2195